# Schönfeld (Brandemburgo)
Schönfeld é um município da Alemanha, situado no distrito de Uckermark, no estado de Brandemburgo. Tem 29,03 km² de área, e sua população em 2019 foi estimada em 571 habitantes.